# Keith Gillespie
Keith Gillespie (* 18. Februar 1975 in Larne, Nordirland) ist ein ehemaliger nordirischer Fußballspieler.

## Vereinskarriere
Der rechte Mittelfeldspieler begann seine Karriere 1993, als er von der Jugendmannschaft in die erste Mannschaft von Manchester United befördert wurde. Er wurde jedoch unmittelbar danach an Wigan Athletic ausgeliehen, wo er allerdings nur zwei Monate blieb, ehe er zu ManU zurückkehrte und seine ersten Profieinsätze sammelte. In der Winterpause 1994/95 wechselte Gillespie zu Newcastle United. Er war Teil der £7 Millionen Ablöse die Manchester für Andrew Cole zahlte. Für Newcastle absolvierte Gillespie 143 Pflichtspiele, darunter 15 Europapokalspiele und erzielte dabei 13 Tore. In der Zeit wurde Newcastle zweimal Vizemeister hinter Manchester United und kam in das FA-Cup-Finale, welches sie ohne Gillespie gegen Arsenal London verloren. 1998 wechselte er für £ 2,3 Millionen zu den Blackburn Rovers, für die er in fünf Spielzeiten insgesamt 138 Spiele machte und acht Tore schoss. Während seiner Zeit in Blackburn war er ein weiteres Mal an Wigan Athletic verliehen.
Danach ging er ablösefrei zu Leicester City. 48 Spiele und zwei Tore sind seine Bilanz aus den zwei Jahren. Im August 2005 unterschrieb Gillespie einen Vertrag bei Sheffield United, wo er bis 2008 spielte. In seiner ersten Saison hatte er entscheidenden Anteil am Aufstieg Sheffields. Am 20. Januar 2007 stellte Gillespie den dubiosen Rekord der schnellsten roten Karte nach einer Einwechslung im englischen Fußball ein. Gerade einmal 12 Sekunden nach seiner Einwechslung erhielt er wegen eines Ellenbogenchecks an Stephen Hunt den Platzverweis. Da er die rote Karte bekommen hatte, bevor das Spiel wieder angepfiffen wurde, stand er offiziell keine einzige Sekunde auf dem Spielfeld. Gleiches war zuvor nur Walter Boyd von Swansea City im Jahr 2000 „gelungen“. Trotz einiger Transfergerüchte unterschrieb er im Sommer 2007 einen neuen Zweijahresvertrag.
Nach 2009 spielte Gillespie noch einige Jahre bei verschiedenen Vereinen, bis er 2014 seine Karriere beim irischen Klub Longford Town F.C. beendete.

## Nationalmannschaft
Mit 86 Spielen hat er aktuell (November 2008) die viertmeisten Einsätze für Nordirland zu verzeichnen. Aufsehen erregte der hitzige Spieler im September 2007, als er sich beim Rückflug von einem Länderspiel in Island mit seinem Teamkameraden George McCartney im Flugzeug prügelte. Bei der 1:2-Niederlage in Island hatte Gillespie in der letzten Minute ein Eigentor geschossen.

## Erfolge
- Englischer Meister: 1994 mit Manchester United
- Englischer Pokalsieger: 1994 mit Manchester United
- FA Community Shield: 1994 mit Manchester United
- League Cup: 2002 mit den Blackburn Rovers